# Badia del Vallès
Badia del Vallès település Spanyolországban, Barcelona tartományban. Lakosainak száma 13 118 fő (2024).

## Földrajza
Badia del Vallès Barberà del Vallès, Sabadell és Cerdanyola del Vallès községekkel határos.

## Népesség
A település lakosságának változását az alábbi diagram mutatja:
| Lakosok száma | 15 032 | 14 313 | 14 123 | 13 679 | 13 643 | 13 553 | 13 482 | 13 380 | 13 228 | 13 118 |
|               | 2001   | 2004   | 2006   | 2009   | 2011   | 2014   | 2016   | 2019   | 2021   | 2024   |